# Philipp Jakob Hartmann
Philipp Jakob Hartmann (* 26. März 1648 in Stralsund; † 28. März 1707 in Königsberg) war ein deutscher Mediziner, Historiker, Hochschullehrer und Mitglied der Gelehrtenakademie „Leopoldina“.
Philipp Jakob Hartmann war öffentlicher und ordentlicher Professor der Medizin und Geschichte an der Universität Königsberg.
Er legte sich das Pseudonym SKLERANDER zu.
Sein Sohn war der Königsberger Medizinprofessor Melchior Philipp Hartmann.
Am 2. November 1685 wurde Philipp Jakob Hartmann mit dem Beinamen ARISTOTELES II. als Mitglied (Matrikel-Nr. 146) in die Leopoldina aufgenommen.

## Werke
- Disqvisitio dialectica circa quaestionem an liber Judithae inscriptus contineat historiam?
- mit Johann Wilhelm Christiani: De generatione spirituum. Ex Parte Physiologica Disqvisitio Medica De Generatione Spirituum, Eorumque Affectionibus In Genere, Königsberg Dissertation 1681.
- mit Catharina Elisabeth Besser: Elogium Quod Genus, forma, Vita & Virtus, Halle/Saale 1689.
- mit Jacob Bruno und Friedrich I. (Preußen): Theses, Quibus Animadversiones In Annales Ecclesiasticos Baronii summatim comprehenduntur, Regiomonti, Praelo Reusneriano 1689.
- Succinta Succini Prussici Historia Et Demonstratio, Halle/Saale 1699.
- De Rebus Gestis Christianorum Sub Apostolis Commentarius, In quo Summo studio ex ipsis monumentis antiquissimis, quotquot Clarissimi du Pin Bibliotheca probat genuina, continuá demonstratione historica deducitur, Hierarchiam Pontificam nec â Christo instituam, nec ab Apostolis traditam, Völcker Berolini, gedruckt von Zeidler in Lipsiae 1699.